# グッゲンハイム・グアダラハラ
グッゲンハイム・グアダラハラ（Guggenheim Guadalajara）は、グアダラハラ（ハリスコ州都、メキシコ）に建設される、ソロモン・R・グッゲンハイム財団の美術館の一つ。グッゲンハイム美術館としては、ラテン・アメリカで最初、最も高価な美術館。
- 基本情報
  - エレベーター：7基
  - マグニチュード8の耐震